# Carl Magnus Lagerhamn
Carl Magnus Lagerhamn, född 5 december 1812 i Kalmar, död 25 december 1880 i Kalmar, var en svensk lärare, konsistorienotarie och tecknare.
Han var son till handlaren Ferdinand Lagerhamn och Emerentia Wennberg. Lagerhamn avlade en fil. mag. examen vid Uppsala universitet 1836 och var anställd som lärare i matematik vid Hillska skolan 1837-1840 samt i teckning vid Teknologiska institutet i Stockholm. Han biträdde även professor Johan Way i ritsalen på Konstakademien. Han anställdes som lärare vid Kalmar läroverk 1841 och blev konsistorienotarie i Kalmar 1843. Han utgav 1843 boken Geometri i förening med linearteckning.